# Жагань (гмина)
Жагань (пол. Żagań) — сельская гмина (волость) в Польше, входит как административная единица в Жаганьский повет, Любушское воеводство. Население — 7012 человек (на 2004 год).

## Сельские округа
1. Божнув
2. Буковина-Бобжаньска
3. Хробрув
4. Дзетшиховице
5. Гожупя
6. Еленин
7. Лозы
8. Мёдница
9. Нерадза
10. Пожарув
11. Рудавица
12. Стара-Коперня
13. Томашово
14. Тшебув

## Прочие поселения
1. Добра-над-Квисон
2. Дыбув
3. Гожупя-Дольна
4. Грыжыце
5. Коцин
6. Марысин
7. Прушкув
8. Стары-Жагань

## Соседние гмины
1. Гмина Бжезница
2. Гмина Илова
3. Гмина Маломице
4. Гмина Новогруд-Бобжаньски
5. Гмина Осечница
6. Гмина Шпротава
7. Жагань
8. Гмина Жары